# Landy Cannon
Landy Cannon (* 5. September 1971 in Oshawa, Ontario) ist ein kanadischer Schauspieler.

## Leben
Cannon wurde am 5. September 1971 in Oshawa geboren. Seit Ende der 1990er Jahre ist er als Fernseh- und Filmdarsteller zu sehen. Nach kleineren Rollen in Filmproduktionen und Episodenrollen in verschiedenen Fernsehserien stellte er von 2004 bis 2006 die wiederkehrende Rolle des Harrison in der Fernsehserie The L Word – Wenn Frauen Frauen lieben dar. 2004 verkörperte er die Rolle des Randy in der Superhelden-Verfilmung Catwoman. Ab 2011 spielte er die Rolle des Jason Parks in der Fernsehserie Dark Rising: The Savage Tales of Summer Vale und dem Spielfilm Dark Rising 2: Summer Strikes Back! sowie im Jahr 2014 in der Fernsehserie Dark Rising: Warrior of Worlds. 2022 spielte er im Fernsehfilm Astonishing Tales of Terror: Rocktapussy! die männliche Hauptrolle des Carey Barnes. Im Folgejahr spielte er mit der Rolle des Bradley eine größere Rolle im Fernsehfilm Our Christmas Wedding. 2024 stellte er im Katastrophenfernsehfilm Super Icyclone die männliche Hauptrolle des Owen Sanders dar.

## Filmografie (Auswahl)
- 1997: Echt Blond (The Real Blonde)
- 1997: Sonata (Kurzfilm)
- 1997: Exhibit A: Secrets of Forensic Science (Fernsehserie, Episode 1x13)
- 1998: PSI Factor – Es geschieht jeden Tag (PSI Factor – Chronicles of the Paranormal, Fernsehserie, Episode 2x16)
- 1998: Twitch City (Fernsehserie, Episode 1x06)
- 1998: Mr. Music (Fernsehfilm)
- 1998: Short for Nothing
- 2000: American Psycho
- 2000: The Deadly Look of Love (Fernsehfilm)
- 2000: Die einzig wahre Liebe (One True Love, Fernsehfilm)
- 2000–2002: Lexx – The Dark Zone (LEXX, Fernsehserie, 2 Episoden, verschiedene Rollen)
- 2001: Relic Hunter – Die Schatzjägerin (Relic Hunter, Fernsehserie, Episode 2x11)
- 2001: Gerechtigkeit um jeden Preis (A Mother’s Fight for Justice, Fernsehfilm)
- 2001: Harvard Man
- 2001: Mission Erde – Sie sind unter uns (Earth: Final Conflict, Fernsehserie, Episode 5x05)
- 2002: You Stupid Man
- 2002: He Sees You When You’re Sleeping (Fernsehfilm)
- 2004: Catwoman
- 2004–2006: The L Word – Wenn Frauen Frauen lieben (The L Word, Fernsehserie, 4 Episoden, verschiedene Rollen)
- 2005: G-Spot (Fernsehserie, Episode 1x04)
- 2005: Murder in the Hamptons (Fernsehfilm)
- 2006: Reborn – The New Jekyll + Hyde (Jekyll + Hyde)
- 2006: Cradle of Lies (Fernsehfilm)
- 2006: Grocery Mishap (Fernsehkurzfilm)
- 2006–2007: The Jane Show (Fernsehserie, 5 Episoden)
- 2007: Dark Rising: Bring Your Battle Axe
- 2008: Victor (Fernsehfilm)
- 2010: Medium Raw: Night of the Wolf (Fernsehfilm)
- 2010: The Untitled Work of Paul Shepard
- 2010–2011: Life Unjarred (Fernsehserie, 4 Episoden)
- 2011: Skins (Fernsehserie, Episode 1x07)
- 2011: Dark Rising: The Savage Tales of Summer Vale (Fernsehserie, 12 Episoden)
- 2011: Dark Rising 2: Summer Strikes Back!
- 2011: Being Erica – Alles auf Anfang (Being Erica, Fernsehserie, Episode 4x03)
- 2011: Drone (Kurzfilm)
- 2012: Rookie Blue (Fernsehserie, Episode 3x04)
- 2012: Beauty and the Beast (Fernsehserie, Episode 1x09)
- 2013: Nurse 3-D
- 2013: Home Stuff (Kurzfilm)
- 2014: The Listener – Hellhörig (The Listener, Fernsehserie, Episode 5x01)
- 2014: Dark Rising: Warrior of Worlds (Fernsehserie, 5 Episoden)
- 2014: The Christmas Parade (Fernsehfilm)
- 2015: Gloria (Kurzfilm)
- 2015: Haven (Fernsehserie, Episode 5x20)
- 2016: Quantico (Fernsehserie, Episode 1x12)
- 2016: Good Witch (Fernsehserie, Episode 2x01)
- 2016: Total Frat Movie
- 2016: Love You Like Christmas (Fernsehfilm)
- 2018: Mayday – Alarm im Cockpit (Air Crash Investigation/Mayday/Air Disaster, Fernsehserie, Episode 16x02)
- 2018: The Perfect Kiss
- 2019: Home for Harvest (Fernsehfilm)
- 2021: Die Hochzeit meiner Chefin (My Boss' Wedding, Fernsehfilm)
- 2022: My Wacko Parents
- 2022: Astonishing Tales of Terror: Rocktapussy!
- 2023: Our Christmas Wedding (Fernsehfilm)
- 2024: Super Icyclone (Fernsehfilm)